# Onigocia grandisquama
Onigocia grandisquama är en fiskart som först beskrevs av Regan, 1908.  Onigocia grandisquama ingår i släktet Onigocia och familjen Platycephalidae. Inga underarter finns listade i Catalogue of Life.